# Sandbergia
Sandbergia là chi thực vật có hoa trong họ Cải.